# 2010년 해변 아시안 게임 대한민국 선수단
대한민국 선수단은 오만의 무스카트에서 열린 2010년 해변 아시안 게임에서 2010년 12월 8일부터 2010년 12월 16일까지 24명(남 18명, 여 6명)이 4종목에 참가하였다.

## 선수단
| 종목           | 남자 | 여자 | 합계 |
| -------------- | ---- | ---- | ---- |
| 비치카바디     | 6    | 0    | 6    |
| 비치세팍타크로 | 6    | 0    | 6    |
| 워터스키       | 6    | 6    | 12   |
| 합계           | 18   | 6    | 24   |

## 메달

### 메달 표
| 종목     | 금 | 은 | 동 | 합계 |
| 워터스키 | 2  | 3  | 0  | 5    |
| 합계     | 2  | 3  | 0  | 5    |